# Otto-Hahn-Gymnasium Karlsruhe
Das Otto-Hahn-Gymnasium (kurz: OHG) ist eines der größten Gymnasien in Karlsruhe. Als einzige Sportschule in Karlsruhe und ausgewiesene Eliteschule des Fußballs sowie Eliteschule des Sports und Partnerschule des Leistungssports hat das OHG einen sehr großen Einzugsbereich, der den ganzen Regierungsbezirk Karlsruhe umfasst.

## Geschichte
Das Otto-Hahn-Gymnasium wurde am 15. August 1969 aus einer Zweigstelle des Kant-Gymnasiums gegründet. Zunächst wurde das Gymnasium noch Gymnasium Nordost genannt, bis die Umbenennung in Otto-Hahn-Gymnasium am 17. März 1970 erfolgte. Das OHG ist eine Partnerschule des Leistungssports und sendet regelmäßig erfolgreiche Jugendmannschaften und Einzelwettkämpfer zum Wettbewerb Jugend trainiert für Olympia. Seit November 2007 ist das OHG Eliteschule des Fußballs und kooperiert mit dem Karlsruher SC. Das Otto-Hahn-Gymnasium hat viele erfolgreiche Sportler hervorgebracht, darunter die Fußballweltmeisterin Renate Lingor oder den Kanu-Weltmeister im Vierer 2007 Björn Goldschmidt. Auch einige der Lehrer am Otto-Hahn-Gymnasium waren erfolgreiche Sportler, so der ehemalige Fußballbundesligaspieler Günther Cuntz oder der ehemalige Handballnationalspieler Marc Nagel.
Im Juli 2014 wurde dem Gymnasium der Titel „Eliteschule des Sports“ verliehen. Am 27. November 2017 erhielt das OHG im Rahmen eines Antirassismusprojektes den Titel „Schule ohne Rassismus – Schule mit Courage“. Pate des Projekts ist der ehemalige Schüler des OHG Lars Stindl.

## Bekannte Schüler
- Bernd Posselt (* 1956), Politiker
- Joachim Nagel (* 1966), Volkswirt und ab 2022 Präsident der Bundesbank
- Marc Nagel (* 1970), Handballnationalspieler
- Martin Selmayr (* 1970), Jurist
- Wolfram Eilenberger (* 1972), Philosoph und Publizist
- Raphael Krauss (* 1973), Fußballspieler
- Renate Lingor (* 1975), u. a. Fußball-Weltmeisterin 2003
- Jana Kandarr (* 1976), Tennisspielerin
- Björn Goldschmidt (* 1979), Kanu-Weltmeister im Vierer 2007
- Heiko Butscher (* 1980), Fußballspieler
- Judith Hörmann (* 1983), Kanutin
- Anton Gavel (* 1984), Basketballnationalspieler
- Larissa Kaufmann (* 1985), Leichtathletin
- Jerôme Gondorf (* 1988), Fußballspieler
- Lars Stindl (* 1988), Fußballnationalspieler
- Laura Matzke (* 1988), Tischtennisnationalspielerin
- Daniel Brosinski (* 1988), Fußballspieler
- Mathias Fetsch (* 1988), Fußballspieler
- Marta Arndt (* 1989), Tänzerin und Weltmeisterin in Lateinamerikanischen Tänzen
- Patrick Groetzki (* 1989), Handballnationalspieler
- Verena Hantl (* 1989), Kanutin, mehrfache deutsche Meisterin
- Matthias Cuntz (* 1990), Fußballspieler
- Yannick Hanfmann (* 1991), Tennisspieler
- Sabine Kusterer (* 1991), Gewichtheberin, deutsche Meisterin 2012
- Verena Kaiser (* 1992), Boxerin
- Silvano Varnhagen (* 1993), Fußballspieler
- Antonio Čolak (* 1993), Fußballspieler
- Sappho Çoban (* 1994), Judoka, u. a. deutsche Meisterin bis 52 kg im Judo 2014
- Lena Weiss (* 1995), Fußballspielerin
- Kevin Akpoguma (* 1995), Fußballspieler
- Robert Bauer (* 1995), Fußballspieler
- Timon Wellenreuther (* 1995), Fußballspieler
- Marcel Mehlem (* 1995), Fußballspieler
- Tabea Sellner (* 1996), Fußballspielerin
- Jannik Dehm (* 1996), Fußballspieler
- Pierre Fassnacht (* 1996), Fußballspieler
- Toni Mogens (* 1996), Singer-Songwriter
- Marvin Mehlem (* 1997), Fußballspieler
- Sascha Pfattheicher (* 1997), Handballspieler
- Leah Grießer (* 1998), Turnerin
- Marin Šverko (* 1998), Fußballspieler
- Laura Philipp (* 2000), Schauspielerin
- Pia Sarnes (* 2001), Synchronschwimmerin
- Sina Herrmann (* 2001), Tennisspielerin
- Giulia Goerigk (* 2002), Schwimmerin
- Tim Breithaupt (* 2002), Fußballspieler
- Mika Ahmann (* 2005), Volleyballspieler
- Rafael Pinto Pedrosa (* 2007), Fußballspieler